# Castel del Monte (castelo)
Castel del Monte é um castelo do século XIII localizado em Andria, na Itália.